# Maison du Peuple (Saint-Claude)
La maison du Peuple est une maison située dans la ville française de Saint-Claude, dans le département du Jura.

## Situation
La maison se situe 12 rue de la Poyat, rue qui prit le nom Poyat (signifiant montée) en 1874, elle relie le centre-ville aux quartiers de la ville basse.

## Contexte historique
Guérin Dumoulin aurait vraisemblablement habité la maison portant actuellement le numéro 12 rue de la Poyat. Il semble faire partie d’une famille industrielle. Il légua sa maison à son fils Alphonse et sa fille Marie-Louise-Clémentine. En 1894, la maison appartenait à Paul Dumoulin qui l’eut en héritage et l’a vendu car son entreprise était en faillite.
La société vient d’un cercle ouvrier créé en 1877 ou 1878 ayant une tendance socialiste héritée du mouvement ouvrier fondant une association ouvrière dont les statuts sont adoptés le 7 février 1880.

## Histoire
Approuvée au XVIIIe siècle, la maison Dumoulin est agrandie de deux ailes entre 1855 et 1874. La coopérative d'alimentation la Fraternelle, créée en 1881, l’acquiert en 1894. Une épicerie, un café et des logements dans le bâtiment et ouverture sont agencés, et à partir de 1889, de succursales en ville et dans les communes avoisinantes ainsi qu’une boulangerie. Les plans donnés en 1902 par l'architecte Charles Meunier sont commencés dès 1908 jusqu’à 1910 par Blanc et sous la direction de l’architecte Paul Mouret. La maison du Peuple est construite dans les jardins, une surélévation d’un bucher en 1919 va permettre de disposer l’imprimerie et développer le café, un gymnase verra le jour vers cette date. La maison Dumoulin est surélevée en 1928 et se compose dans les années 1920 d’une épicerie, boulangerie, chambres froides, entrepôts et celliers dans la Maison du Peuple (un monte-charge et une voie Decauville relient les étages), gymnase, siège de syndicats, de la Bourse du travail et du journal le Jura Socialiste, restaurant, bureaux, salles de réunion et logements dans la maison Dumoulin, théâtre, café, écurie, remise à automobile et atelier de réparation, imprimerie, bibliothèque, salles de réunion, charcuterie, crémerie, atelier de torréfaction. La société anonyme de la Fraternelle est agrandie avec 14 succursales et un hôtel en 1925 et 40 points de vente en 1980. En 1965, elle prend le nom de société les Coopérateurs du Jura et fusionne avec l’Union des Coopérateurs en 1984. Des bâtiments sont cédés dans la même année que l'association culturelle la Fraternelle est créée. Deux salles de cinéma sont établies en 1984 et 1985, l’imprimerie est réhabilitée en 1991, un escalier extérieur est édifié en 1992. Henri Ponard réalise en 1896 l’École de Saint-Claude par l'adoption de statuts coopératifs définis dès 1881 : un fonds de réserve qui alimente une caisse sociale (secours mutuel, caisse chirurgicale, assurances, retraites) qui est versé par les bénéfices de la coopérative et non aux sociétaires et finance d'autres coopératives. Ce système est abandonné en 1965. La maison comporte une existence de fonds d’archives privées. Il y avait 150 sociétaires en 1886, 719 en 1914, 4173 en 1925 et 135 personnes en 1980.
L'ensemble des façades et des toitures, y compris la cabine du projectionniste, le passage voûté et l'escalier du bâtiment sur rue, l'escalier des étages de soubassement, l'ancienne bibliothèque et sa salle de lecture, le théâtre, le café et son décor sont inscrits au titre des monuments historiques par arrêté du 22 novembre 1993.